# Pityusa Patera
Pityusa Patera é um vulcão em Marte situado a 66,8° S et 36,9° E no quadrângulo de Mare Australe, a sudoeste da bacia de impacto de Hellas Planitia, em uma zona frequentemente chamada Circum-Hellas Volcanic Province nos países de língua inglesa. Esse vulcão de relevo suave possui uma caldeira medindo aproximadamente 230 km de diâmetro e seu ponto culminante se situa a pouco mais de  2000m acima do nível do solo.

## Geografia e geologia
Pityusa Patera está situada à oeste de Malea Planum, região típica das planícies magmáticas mais antigas de Marte. Esse vulcão se situa a oeste de Malea Patera, e se delimita pelo escarpamento de Pityusa Rupes à oeste. Nenhuma datação precisa de Pityusa Patera pôde ser realizada, mas a região como um todo dataria de 3.8 à 3.6 bilhões de anos , a idade do terreno tende a ser à medida que se vai do leste a oeste, de modo que Pityusa poderia ter cessado suas atividades antes mesmo Hesperiano, há 3,7 bilhões de anos segundo a escala de Hartmann & Neukum. Sua antiguidade explicaria sua estrutura tão pouco desgastada. 

## Referencias
1. ↑  
(em inglês) 40th Lunar and Planetary Science Conference (2009) D. A. Williams, R. Greeley, L. Manfredi, R. L. Fergason, J-Ph. Combe, F. Poulet, P. Pinet, C. Rosemberg, H. Clenet, T. B. McCord, J. Raitala, G. Neukum, « The Circum-Hellas Volcanic Province, Mars: Detailed Area-Age Estimates and Physical-Compositional Properties of the Surface. »